# Perama (Geropotamos)
Perama (griechisch Πέραμα (n. sg.)) ist eine Kleinstadt mit 1.545 Einwohnern in der Gemeinde Mylopotamos, Bezirk Geropotamos, auf der griechischen Insel Kreta, der von der Nordküste, Panormos und Bali bis zum Fuß des Idagebirges nach Anogia reicht. Sein Gebiet ist geprägt durch Schafzucht und Landwirtschaft. Zusammen mit dem Weiler Dafni (33 Einw.) bildet es eine gleichnamige Ortschaft.